# Dučići, Podgorica
Dučići este un sat din municipiul Podgorica, Muntenegru. Conform datelor de la recensământul din 2003, localitatea are 49 de locuitori (la recensământul din 1991 erau 82 de locuitori).

## Demografie
În satul Dučići locuiesc 40 de persoane adulte, iar vârsta medie a populației este de 47,5 de ani (49,1 la bărbați și 46,0 la femei). În localitate sunt 16 gospodării, iar numărul mediu de membri în gospodărie este de 3,06.
Această localitate este populată majoritar de sârbi (conform recensământului din 2003).
|  |

| Demografie | Demografie | Demografie |
| An         | Locuitori  | Locuitori  |
| ---------- | ---------- | ---------- |
|            |            |            |
|            |            |            |
|            |            |            |
|            |            |            |
| 1948       | 162        |            |
| 1953       | 153        |            |
| 1961       | 126        |            |
| 1971       | 131        |            |
| 1981       | 112        |            |
| 1991       | 82         | 82         |
| 2003       | 49         | 49         |

| \| Componența etnică conform recensământului din 2003[2] \| Componența etnică conform recensământului din 2003[2] \| Componența etnică conform recensământului din 2003[2] \| Componența etnică conform recensământului din 2003[2] \| Componența etnică conform recensământului din 2003[2] \| \| ----------------------------------------------------- \| ----------------------------------------------------- \| ----------------------------------------------------- \| ----------------------------------------------------- \| ----------------------------------------------------- \| \| \| \| \| \| \| \| Sârbi \| Sârbi \| \| 37 \| 75,51% \| \| Muntenegreni \| Muntenegreni \| \| 11 \| 22,44% \| \| necunoscută \| necunoscută \| \| 0 \| 0% \| |              |  |    |        |
| Componența etnică conform recensământului din 2003 |              |  |    |        |
| |              |  |    |        |
| Sârbi | Sârbi        |  | 37 | 75,51% |
| Muntenegreni | Muntenegreni |  | 11 | 22,44% |
| necunoscută | necunoscută  |  | 0  | 0%     |